# Cacera de bruixes al Penedès
La cacera de bruixes al Penedès es concreta en diversos episodis de persecució de la bruixeria que van tenir lloc, a la vegueria de Vilafranca, en el segle xvi. Així, el 1597, tres persones de la regió del Penedès van ser acusades de bruixeria i presentades davant l'inquisidor Diego Fernández de Heredia, qui presidia aleshores el tribunal del Sant Ofici de la Inquisició de Barcelona. Aquestes persones van ser: Anna Farrera, Gilaberta (de qui no ha transcendit el cognom) i Francesc Cicar, un home vilatà de Bellvei. Aquestes tres persones van ser jutjades per bruixeria, però finalment la causa de totes tres va ser desestimada. Gilaberta i Anna Farrera, ambdues oriündes de Vilafranca del Penedès, són les dues úniques dones de l'Alt Penedès, incloses en el primer atles de la cacera de bruixes a Catalunya, publicat per la revista Sàpiens.
Entre els anys 1551 i 1614, període històric en que es va produir el judici a Anna Farrera, Gilaberta i Francesc Cicar, estan documentats amb detall més d'un centenar de judicis per bruixeria a Catalunya. A mitjans del segle xvi va tenir lloc la primera gran onada repressiva a les terres centrals i meridionals del Principat, en un context d'epidèmies i carestia. Moltes de les encausades van ser aleshores condemnades a penes de mort. Només van ser absoltes, o condemnades a penes lleus, aquelles dones, com Anna Farrera o Gilaberta, que van poder presentar el seu cas davant el Sant Ofici de la Inquisició, amb seu a Barcelona.